# Milan Stanković
Milan Stanković (født 9. september 1987) er en serbisk pop- og folkesanger.
I 2010 repræsenterede han Serbien ved Eurovision Song Contest 2010 i Oslo. Han kom videre til finalen fra 1. semifinale.